# Tusi de Lincong
Le Tusi de Lincong (chinois : 林葱土司, tibétain : གླིང་ཚང་རྒྱལ་པོ་, Wylie : ling tsang rgyal po, THL : Lingtsang Gyelpo), est une chefferie située dans la province du Sichuan.
Un  tusi est un terme désignant à la fois la chefferie tribale et le chef tribal, d'une minorité dans des régions reculées de Chine, ayant existé entre la dynastie Yuan et la République de Chine (1912-1949).
Il fait partie avec le Tusi de Zhuwo (朱倭土司,  Wylie : Tre bo dpon po, THL : trewo pönpo) de deux importants tusi tibétains du Sichuan et du Kham